# ناشفيل (تينيسي)

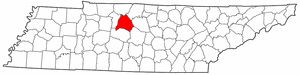
موقع مدينة ناشفيل، تينيسي

ناشفيل (بالإنجليزية: Nashville)‏ هي عاصمة ولاية تينيسي الأمريكية ومقر مقاطعة ديفيدسون. يبلغ عدد سكانها 689,447 في تعداد الولايات المتحدة لعام 2020، ناشفيل هي المدينة الأكثر اكتظاظًا بالسكان في الولاية، والمدينة 21 الأكثر اكتظاظًا بالسكان في الولايات المتحدة، ورابع أكبر مدينة من حيث عدد السكان في جنوب شرق الولايات المتحدة. تقع على نهر كمبرلاند، والمدينة هي مركز منطقة ناشفيل الحضرية، والتي تعد واحدة من أسرع المناطق نموًا في البلاد.
سميت على اسم فرانسيس ناش، وهو جنرال في الجيش القاري خلال الحرب الثورية الأمريكية، وتأسست المدينة في عام 1779. نمت المدينة بسرعة بسبب موقعها الاستراتيجي كميناء على نهر كمبرلاند وفي القرن التاسع عشر مركزًا للسكك الحديدية. انفصلت ناشفيل عن ولاية تينيسي خلال الحرب الأهلية الأمريكية في عام 1862، وكانت أول عاصمة ولاية في الكونفدرالية تستولي عليها قوات الاتحاد. بعد الحرب، استعادت المدينة موقعها وطوّرت قاعدة تصنيعية.
منذ عام 1963، كان لدى ناشفيل حكومة موحدة للمدينة والمقاطعة، والتي تضم ست بلديات أصغر في نظام من مستويين. يحكم المدينة رئيس البلدية ونائب العمدة ومجلس حضري من 40 عضوًا؛ يتم انتخاب 35 من الأعضاء من دوائر فردية، بينما يتم انتخاب الخمسة الآخرين عمومًا. تعكس ناشفيل موقف المدينة في حكومة الولاية، وهي موطن لمحكمة تينيسي العليا لمحكمة تينيسي الوسطى، وهي واحدة من الأقسام الثلاثة في الولاية.
تعتبر ناشفيل مدينة عالمية من نوع "جاما" من قبل شبكة بحث المدن العالمية والعولمة اعتبارًا من عام 2020. تعتبر ناشفيل مركزًا رئيسيًا لصناعة الموسيقى، وخاصة موسيقى الريف(كانتري)، وتُعرف باسم "ميوزيك سيتي". هي موطن لثلاث فرق رياضية محترفة رئيسية، وهي: بريداتورز وتايتانز وناشفيل إس سي. ناشفيل هي أيضًا موطن للعديد من الكليات والجامعات، بما في ذلك جامعة ولاية تينيسي وجامعة فاندربيلت وجامعة بلمونت وجامعة فيسك وجامعة تريفيكا نازارين وجامعة ليبسكومب. يشار إلى ناشفيل أحيانًا باسم "أثينا الجنوب" نظرًا للعدد الكبير من المؤسسات التعليمية. تعد المدينة أيضًا مركزًا رئيسيًا للرعاية الصحية، النشر، البنوك، السيارات، التكنولوجيا، وصناعات النقل.

## الموقع الجغرافي
تقع على نهر كمبيرلاند في منتصف شمال الولاية. مساحتها 1,362.5 كم2

## التعداد السكاني
عدد سكانها 569891 (عام 2000)، وذلك يجعلها ثاني أكبر مدن الولاية سكاناً بعد ممفيس.
عدد سكانها 510000 نسمة تقريبا وسكان المنطقة والضواحي 990000 نسمة تقريبا.

## التاريخ
تأسست في سنة 1779. تأسست ناشفيل على يد الجنرال جيمس روبرتسون.

## التقسيم الإداري
وتشكل الجزء الأكبر من مقاطقة دايفيدسون (بالاضاف إلى مناطق صغير مثل وانياك وغيرها) وبهذا تعبتر أكبر مدينة حضرية في الولاية.

## الاقتصاد
تعتبر مدينة ناشفل مدينة غير مكلفة بسبب تعدد مواردها...

### السياحة
وبسبب النشاط السياحي يوجد في المدينة العديدة من الفنادق الفخمه اهما فندق الهليتون وفندق الغراند أول اوبري الذي يفضله السياح.

### القطاع الصحي
القطاع الصحي في المدينة يعد من القطاعات المتقدمة نسبة إلى الولايات الأخرى حيث هناك أكبر مختبرات البحث الطبي ومركز لعلاج للسرطان يعد من أكبر المراكز من هذا النوع في الولايات المتحدة. وتوجد أيضا عدد من المستشفيات التعليمية والتخصصية من أهمها مستشفى وجامعه فاندر بيلد للطب والتمريض التي تعبر من أكبر المراكز التتخصصيه في الولايات المتحدة

## الثقافة
تسمى أثينا الجنوب لتعدد المؤسسات التعليمية فيها ومبانيها ذات الطابع اليوناني.وتسمى أيضا مدينة الموسيقى لأنها أصبحت مركز موسيقى الريف حيث يعمل بها أكثر من 180 شركة تسجل و 23 استديو تسجيل و 4 50 شركة لنشر الأغاني.

## المهاجرين
تعبر مركز مدينة ناشفل مركز للمهاجريين من كافة أنحاء العالم وخصوصا الجالية العراقية والجالية الصومالية والجالية الفلسطينية ومهاجرين من كوريا والصين وبورما

## الطبيعة
تمتاز ناشفل بطبيعتها الخلابة وجوها المعتدل. في ولاية تينسي ومدينة ناشفل على التحديد العديد من المحميات الطبيعة كما أن هناك عدد من الأماكن المخصصة للصيد وخاصة لصيد الغزلان والبحيرات لصيد السمك ينظمها عدد من القوانيين الصادرة من قسم البيئة والمحميات في الولاية.

## الدين
مدينة ناشفل مدينة مسيحية محافظة إلى جانب عدد من المساجد الاسلامية والمعابد اليهودية. وتتميز مدينة ناشفل وعلى الرغم من التعدد العرقي والديني فيها بعدم وجود أي تمييز عنصري أو اضطهاد للاقليات.

## القانون
بالإضافة إلى انخافض نسبة الجريمة بصورة كبيرة...

## وصلات خارجية
- الموقع الرسمي